# أبو القاسم طاهري
أبو القاسم طاهري (توفي سنة 1994) (بالفارسية:ابوالقاسم طاهری)، هو إذاعي ومؤرخ إيراني. يعد طاهري أحد أعمدة القسم الفارسي بهيئة الإذاعة البريطانية (بي بي سي) التي عمل بها لمدة 33 عاما. إلى جانب شهرته الإذاعية فهو أيضا مؤرخ، كتب التاريخ الاجتماعي للعهد الصفوي في إيران في القرن الخامس عشر، وترجم إلى الفارسية عدة كتب أهمها كتاب جيبون <<سقوط الإمبراطورية الرومانية>>. توفي سنة 1994 عن سن يناهز 75 عاما.